# Aeroportul Internațional Silvio Pettirossi
Aeroportul Internațional Silvio Pettirossi (IATA: ASU, ICAO: SGAS) este un aeroport din Luque, Central Department⁠(d), Paraguay ce deservește zona Gran Asunción⁠(d). Aeroportul a fost tranzitat în 2022 de 885.052 de pasageri. A fost deschis în 28 decembrie 1937 și numit după Silvio Pettirossi⁠(d).
Situat la o altitudine de 89 m, aeroportul dispune de 1 pistă.

## Infrastructură

### Piste
Aeroportul dispune de o singură pistă. Pista 02/20 are suprafața de beton și dimensiunile 3.353 m × 45 m. 